# Малиновка (Поронайский городской округ)
Мали́новка — село в Поронайском городском округе Сахалинской области России.

## География
Село находится на берегу реки Матросовка, на расстоянии 30 км к северо-западу от города Поронайск, административного центра округа.

## Население
| 2002 | 2010 | 2013 | 2021 |
| ---- | ---- | ---- | ---- |
| 392  | ↘261 | ↘216 | ↘114 |

### Половой состав
Согласно результатам переписи 2002 года, в селе 392 человека (189 мужчин и 203 женщины).

### Национальный состав
Согласно результатам переписи 2002 года, в национальной структуре населения русские составляли 97 % из 392 чел.

## Инфраструктура
В селе действуют общеобразовательная школа, почтовое отделение, библиотека и фельдшерско-акушерский пункт.